# Ristigouche-Partie-Sud-Est

Ristigouche-Partie-Sud-Est (en español Ristigouche Sureste) es un municipio-cantón de la provincia de Quebec, Canadá. Está ubicado en el condado régional de Avignon y a su vez, en la región administrativa de Gaspésie–Îles-de-la-Madeleine. Hace parte de las circunscripciones electorales de Bonaventure a nivel provincial y de Gaspésie−Îles-de-la-Madeleine a nivel federal.

## Geografía
Ristigouche-Partie-Sud-Est se encuentra ubicada en las coordenadas 48°03′00″N 66°52′00″O / 48.05000, -66.86667. Según Statistics Canada, tiene una superficie total de 51.27 km² y es una de las 1135 municipalidades en las que está dividido administrativamente el territorio de la provincia de Quebec.

## Demografía
Según el censo de 2011, había 167 personas residiendo en este cantón con una densidad poblacional de 3.3 hab./km². Los datos del censo mostraron que de las 173 personas en 2006, en 2011 el cambio poblacional fue de -6 habitantes (-3.5 %). El número total de inmuebles particulares resultó de 91 con una densidad de 1.77 inmuebles por km². El número total de viviendas particulares que se encontraban ocupadas por residentes habituales fue de 82.